# یول اندرسون
یول اندرسون (انگلیسی: Joel Andersson؛ زادهٔ ۱۱ نوامبر ۱۹۹۶) بازیکن فوتبال اهل سوئد است.
از باشگاه‌هایی که در آن بازی کرده‌است می‌توان به باشگاه فوتبال هکن، و باشگاه فوتبال میتیولن اشاره کرد.
وی همچنین در تیم ملی فوتبال سوئد بازی کرده‌است.